# لورانس جاي ديلاني
لورانس جاي ديلاني (بالإنجليزية: Lawrence J. Delaney) هو عالم أمريكي، ولد في 1935.